# Aulohalaelurus kanakorum
Aulohalaelurus kanakorum är en hajart som beskrevs av Bernard Séret 1990. Aulohalaelurus kanakorum ingår i släktet Aulohalaelurus och familjen rödhajar. IUCN kategoriserar arten globalt som sårbar. Inga underarter finns listade.

## Bildgalleri

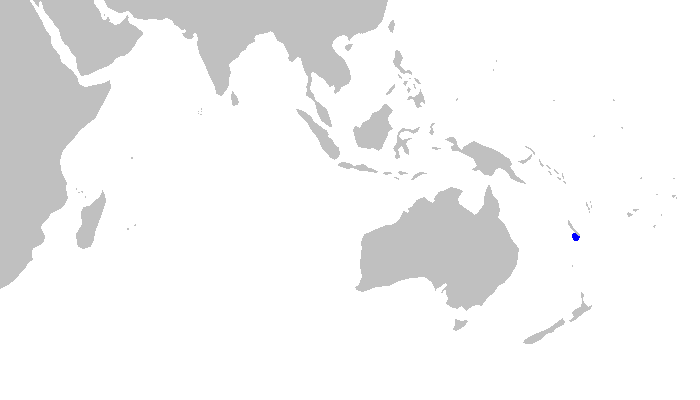